# Bambi-Verleihung 1984 (Dezember)
Die 36. Bambi-Verleihung fand am 20. Dezember 1984 im Deutschen Theater in München statt.

## Die Verleihung
1984 gab es mehrere Neuerungen. Der Bambi, der als Filmpreis angefangen hatte und später zum Fernsehpreis umgewandelt worden war, sollte nun zum Preis „für die Besten aus Film, Fernsehen, Sport und Gesellschaft“ werden, also zu dem, was später Medienpreis genannt werden sollte. Zudem wurde die Verleihung wieder in dem Kalenderjahr ausgetragen, auf das sich die Preise bezogen. Dies hatte zur Folge, dass es 1984 nach der Verleihung im Mai noch eine zweite im Dezember gab. 1984 war somit das bisher einzige Jahr, in dem es zwei Bambi-Verleihungen gab. Die Verleihung fand auch wieder im Rahmen einer Showveranstaltung mit Thomas Gottschalk als Moderator statt, die erstmals seit 1969 als Liveaufzeichnung im Fernsehen lief (am Sonntag, den 23. Dezember 1984 um 20:15 Uhr).
Heinz Rühmann wurde für sein Lebenswerk mit einem Ehren-Bambi ausgezeichnet. Es war für ihn der zwölfte Bambi, eine Marke, die sonst niemand erreicht hat. Zudem gab es erstmals einen Bambi, der ausdrücklich für ein soziales Projekt vergeben wurde. Er ging an Karlheinz Böhm für seine Organisation Menschen für Menschen.

## Preisträger
Aufbauend auf der Bambidatenbank.

### Ehren-Bambi
Heinz Rühmann

 Laudatio: Maria Schell

### Komponist des Jahres
Giorgio Moroder für Reach Out

### Mann des Jahres
Karlheinz Böhm für die Spendenaktion Menschen für Menschen

 Laudatio: Liselotte Pulver und Frank Elstner

### Produzent
David L. Wolper für die „grandiose Olympiashow“

### Produzent des Jahres
Bernd Eichinger für Die unendliche Geschichte

### Regisseur des Jahres
Wolfgang Petersen für Die unendliche Geschichte

### Schauspieler des Jahres
Manfred Krug

### Showmaster des Jahres
Udo Jürgens

### Spaßmacher des Jahres (Bambi-Leserwahl)
Thomas Gottschalk und Mike Krüger für Die Supernasen und Zwei Nasen tanken Super

### Sportlerin des Jahres (Bambi-Leserwahl)
Ulrike Meyfarth
Siehe auch: Mögliche weitere Gewinner